# Dieter Uebing
Dieter Uebing (ur. 20 lutego 1946 w Ennepetal) – niemiecki kolarz przełajowy i szosowy, srebrny medalista przełajowych mistrzostw świata.

## Kariera
Największy sukces w karierze Dieter Uebing osiągnął w 1971 roku, kiedy zdobył srebrny medal w kategorii amatorów podczas przełajowych mistrzostw świata w Apeldoorn. W zawodach tych wyprzedził go jedynie Belg Robert Vermeire, a trzecie miejsce zajął Holender Jacques Spetgens. Wśród amatorów był też między innymi czwarty na mistrzostwach świata w Hanowerze w 1977 roku, gdzie w walce o medal lepszy okazał się Vojtěch Červínek z Czechosłowacji. Jako zawodowiec najlepszy wynik osiągnął podczas mistrzostw świata w Lanarvily w 1982 roku, gdzie był ósmy. Kilkakrotnie zdobywał medale przełajowych mistrzostw kraju, w tym trzy złote. Startował także w kolarstwie szosowym, ale bez większych sukcesów. W 1989 roku zakończył karierę.